# Hermína Týrlová
Hermína Týrlová (* 11. Dezember 1900 in Březové Hory; † 3. Mai 1993 in Zlín, Tschechien) war eine tschechische Regisseurin und Trickfilmproduzentin.

## Leben
Hermína Týrlová war die Begründerin des tschechischen animierten Films. Sie begann in den 1920er Jahren mit Karel Dodal mit gezeichneter Filmwerbung. Die schon während des Zweiten Weltkrieges experimentell durchgeführten Versuche mit animierten Puppen (Ferdinand, die Ameise) erneuerte sie nach dem Krieg. Sie drehte als Reaktion auf den Krieg Vzpoura hraček (Aufstand der Spielzeuge), eine Kombination von Schauspielern und Puppen. Danach folgte in ähnlicher Aufmachung der lyrische Film Ukolébavka (Das Wiegenlied). Nur mit Puppen drehte sie in den Folgejahren Pasáček vepřů (Der Schweinehirt), Zlatovláska (Die Goldhaarige) und moderne Märchen Pohádka o drakovi (Das Märchen vom Drachen) und Vláček kolejáček. In Ztracená panenka (Verlorene Puppe) ließ sie wieder Schauspieler mit Puppen auftreten.

## Auszeichnungen
Sie schuf mit Ferdinand, die Ameise 1942 in Zlín den ersten tschechoslowakischen abendfüllenden Puppentrickfilm. Vier Jahre später folgte Aufstand der Puppen, mit dem sie Preise bei den internationalen Festivals in Venedig, Cannes und Brüssel gewann. Höhepunkt ihres Filmschaffens war Ende der 1950er Jahre Der Knoten im Taschentuch, für das sie wiederum zahlreiche Auszeichnungen, unter anderem in Cannes, Locarno und Mar del Plata erhielt.
Neben weiteren in- und ausländischen Anerkennungen erhielt sie auf dem Internationalen Filmfestival 1981 in Paris den Preis für ihr Lebenswerk.

## Experimentelles Filmschaffen
Sie experimentierte mit verschiedensten Materialien. Bei ihrer Arbeit legte sie einen großen Wert auf detaillierte und feingezeichnete Motive. Sie wählte diese selbst aus und schrieb zum Teil auch die Drehbücher. Sie war stets auf der Suche nach neuen Arbeitsmethoden und ließ sich von größten Problemen nicht aufhalten. Im Vergleich mit den Puppenfilmen des Jiří Trnka und Karel Zeman wirkten ihre Filme einfach und stilistisch sauber. Die Ausdruckskraft lag in der Verständlichkeit für Kinder und der Emotionalität der einfachen Wahrheit.

## Filmografie

### Regie
- 1986 – Pohádka na šňůře (Das Märchen an der Schnur)
- 1985 – Opičí láska (Affenliebe)
- 1978 – Příhody brouka Pytlíka (Die Erlebnisse des Käfers Pytlík)
- 1976 – "Já a Kiki" (Ich und Kiki)
- 1975 – "Já a Bleděmodrá" (Ich und Hellblau) * 1975 – "Já a Fousek" (Ich und meine Fousek)
- 1974 – "Já a Bělovous Zrzunda" (Ich und der weißbärtige Zrzunda)
- 1974 – "Já a můj dvojnožec" (Ich und meine Dvojnozec)
- 1969 – Hvězda Betlémská (Der Stern von Betlehem)
- 1966 – Snehulák (Der Schneemann)
- 1965 – Modrá zástěrka (Die blaue Schürze)
- 1964 – Vlněná pohádka (Das Wollene Märchen)
- 1963 – Kulička (Die Kugel)
- 1962 – Dvě klubíčka (Zwei Knäuel)
- 1961 – Zvědavé psaníčka (Neugierige Brieflein)
- 1960 – Den odplaty (Tag der Vergeltung)
- 1959 – Vláček kolejáček (Das Züglein Kolejáček)
- 1959 – Ztracená panenka (Das verlorene Püppchen)
- 1958 – Pasáček vepřů (Der Schweinehirt)
- 1958 – Uzel na kapesníku (Der Knoten am Taschentuch)
- 1957 – Kalamajka
- 1956 – Míček flíček
- 1951 – Nepovedený panáček (Das missratene Püppchen)
- 1947 – Ukolébavka (Das Wiegenlied)
- 1946 – Vzpoura hraček (Aufstand der Spielzeuge)
- 1943 – Ferda Mravenec (Ferda, die Ameise, dt. Verleihtitel: Der brave Slim)
- 1938 – Tajemství lucerny (Das Geheimnis der Laterne)
- 1936 – Hra bublinek (Das Spiel der Blasen)
- 1928 – Zamilovaný vodník (Der verliebte Wassermann)

### Schauspielerin
- 1958 – Pasáček vepřů (Der Schweinehirt)